# Farlig kurva
Farlig kurva är en svensk film från 1952 i regi av Egil Holmsen. I rollerna ses bland andra Bernt Callenbo, Birgitta Olzon och Holger Löwenadler. Filmen var Holmsens debut som långfilmsregissör.

## Handling
Studenten Christer har en förkärlek för motorcykelåkning. Han lär känna ett gäng skötsamma MC-burna ungdomar samt speedwaystjärnan "Varg-Olle" Nygren. De ställs inom kort mot de hårda MC-knuttarna i ett annat gäng. 

## Om filmen
Filmen spelades in sommaren 1952 i Europafilms studio samt i Sundbyberg, Äppelviken, Hammarby IP, Handens motorstadion och Sörentorp. Förlagan var romanen med samma namn av Karsten Wimmermark, vilken hade publicerats som följetong i tidningen Racing 1951. Romanen omarbetades till filmmanus av Holmsen. Produktionsledare var Björn Bergqvist, fotograf Holger Iacobæus, kompositör Charlie Norman och klippare Wic' Kjellin. Filmen premiärvisades den 26 december 1952 på biograferna Mohriska i Linköping, Grand i Norrköping, Anglais i Stockholm samt Saga i Örebro. Den är svartvit, 98 minuter lång och tillåten från 15 år. Delar av filmen kom senare att inkluderas i Syndare i filmparadiset (1956).
Farlig kurva har visats i SVT, bland annat 1990, 1994 och 1997.

## Rollista
- Bernt Callenbo – Christer Ljung, gymnasist
- Birgitta Olzon – Kerstin Engström, grannflicka
- Holger Löwenadler	– Erik Ljung, Christers far, musiklärare
- Stig Olin	– "Tjoffe" Käll, motorcykelknutte, tjuv
- Herman Ahlsell – Robert "Robban" Printzell, speedwaystjärna
- Eva Stiberg – Gunvor, sjuksköterska
- Arne Källerud – "Leffe", Printzells mekaniker
- Rune Halvarsson – "Bulten", "Brinkens" mekaniker
- Britta Brunius – Elsa, Christers mor
- Lennart Lundh – Ulf Lindgren, elev
- Mona Åstrand – Lola, spätta
- Verner Edberg – Harra, Tjoffes kompis, motorcykelknutte på glid
- Åke Fridell – Starnberg, Falkarnas klubbledare
- Iréne Gleston – Vivi, spätta
- Ragnvi Lindbladh	– Anita, Printzells flickvän
- Astrid Bodin – fröken Alm, elev
- Göthe Grefbo – "Frasse" Svensson, speedwayförare

Speedwayförare
- Helge Brinkeback – Helge Brinkeback, "Brinken"
- Olle "Varg-Olle" Nygren – "Rulle"
- Sune Karlsson – Sune Karlsson
- Olle Heymann – Olle Heyman
- Bosse Andersson – Bosse Andersson
- Georg Andersson – Jojje Andersson
- Dan Forsberg – Dan Forsberg
- Stig Pramberg	– Stig Pramberg
- Nisse Johansson – Nisse Johansson
- Nils Högdahl – Nils Högdal
- Anders Thunborg – Anders Thunborg

Ej krediterade
- Tage Severin – ung man på fest
- Hans Bendrik – mekaniker
- Kjell Stensson – radiorösten

Ej identifierad
- Jan-Olof Rydqvist